# Il richiamo della foresta (film 1972)
Il richiamo della foresta (The Call of the Wild) è un film del 1972 diretto da Ken Annakin.
La pellicola, con protagonista Charlton Heston, è basata sul romanzo omonimo di Jack London.

## Trama
John Thornton è un cercatore d'oro che nel 1897 partecipa alla corsa all'oro del Klondike. Thornton si adatta a vivere nelle impervie regioni dello Yukon e dovrà combattere contro crudeli e spietati rivali che cercano di derubarlo. Con lui c'è solo il suo fidato cane Buck, anche lui caratterizzato da una storia triste e particolare, con cui stringe una amicizia profonda e sincera che va oltre quella che si potrebbe avere con un essere umano. Thornton verrà ucciso dagli indiani Yeehat, e a quel punto Buck riuscirà ad ucciderne a sua volta l'assassino. Dopo aver vendicato il suo grande amico, Buck arriverà sulle rive del White River, dove morirà in pace.